# La Pacaudière
La Pacaudière est une commune française située dans le département de la Loire en région Auvergne-Rhône-Alpes.

## Géographie
La Pacaudière est dans la pointe nord-ouest du département de la Loire, sur la nationale 7 entre Roanne à 22 km au sud-est et Lapalisse à 22 km au nord-ouest. La commune est limitrophe du département de Saône-et-Loire au nord-est.

### Hydrographie
Six rivières traversent la commune d'ouest en est, certaines avec des affluents sur le territoire. Du nord au sud on trouve :
- Le Pont de Foin — qui devient le Montvernay juste avant de quitter la commune — sert de limite de commune au nord avec Saint-Martin-d'Estréaux sur environ 4 km ;)
- Le Dard, affluent de l'Arçon, prend source sur Le Crozet, entre sur la commune en passant le pont de chemin de fer au sud du château de Treillard, alimente un double étang (1 ha et 0,6 ha) vers Tremblay, puis passe près de la Grenouille et de Noyère au sud de ces deux hameaux ;
- Deux branches du Bardon prennent source sur la commune : l'une naît vers la Tuilerie et alimente trois étangs (dont l'étang Grénelin et l'étang Saint-Martin) plus un quatrième alimenté par une sous-branche ; et l'autre naît vers les Amiots et alimente trois petits étangs. Ces deux branches se rejoignent au nord-est du gros Buisson avant de quitter la commune 460 m plus loin pour alimenter l'étang de Corée en bordure de commune sur le territoire de Vivans ;
- Le Bardon proprement dit, lui aussi affluent de l'Arçon, prend source sur Le Crozet près du hameau Bérard, alimente un petit étang entre Picamot au nord et Chez Crozet au sud, puis arrive au château de la Salle (étang de 2,3 ha), rejoint le hameau des Bardons puis passe entre le Gros Buisson au nord et Vjaussère au sud avant de quitter la commune pour rejoindre l'étang de Corée. Une petite branche prend source au quartier Genette (au nord de La Pacaudière) et rejoint le Bardon au hameau des Bardons ;
- Un cours d'eau non nommé sur la carte IGN prend source sur Le Crozet vers l'étang Curat, arrive sur la commune au Bas Bourg (sud-ouest de La Pacaudière), alimente le lavoir entre La Pacaudière et le hameau de Tourzy, traverse la N7 au sud du domaine Bouchamp et sort de la commune pour rejoindre un étang de 15 ha sur Vivans. Une petite branche de ce cours d'eau prend également source sur Le Crozet, entre sur la commune près de la Valette et rejoint le cours d'eau juste avant la nationale 7 ;
- L'Arçon lui-même arrose la pointe sud de la commune, alimentant un étang 0,75 ha au nord-ouest de la Bertalière. Une petite branche, qui prend source sur La Pacaudière à 400 m au sud-ouest de la Bertalière, le rejoint entre les Champs et le Pont Poulet[c 2].

### Climat
Pour des articles plus généraux, voir Climat d'Auvergne-Rhône-Alpes et Climat de la Loire.
En 2010, le climat de la commune est de type climat océanique dégradé des plaines du Centre et du Nord, selon une étude du Centre national de la recherche scientifique s'appuyant sur une série de données couvrant la période 1971-2000. En 2020, Météo-France publie une typologie des climats de la France métropolitaine dans laquelle la commune est dans une zone de transition entre le climat océanique altéré et le climat de montagne ou de marges de montagne et est dans la région climatique Centre et contreforts nord du Massif Central, caractérisée par un air sec en été et un bon ensoleillement.
Pour la période 1971-2000, la température annuelle moyenne est de 10,9 °C, avec une amplitude thermique annuelle de 16,5 °C. Le cumul annuel moyen de précipitations est de 865 mm, avec 11 jours de précipitations en janvier et 7,6 jours en juillet. Pour la période 1991-2020, la température moyenne annuelle observée sur la station météorologique de Météo-France la plus proche, « Arfeuilles », sur la commune d'Arfeuilles à 11 km à vol d'oiseau, est de 11,2 °C et le cumul annuel moyen de précipitations est de 951,6 mm,. Pour l'avenir, les paramètres climatiques de la commune estimés pour 2050 selon différents scénarios d'émission de gaz à effet de serre sont consultables sur un site dédié publié par Météo-France en novembre 2022.

## Urbanisme

### Typologie
Au 1er janvier 2024, La Pacaudière est catégorisée commune rurale à habitat dispersé, selon la nouvelle grille communale de densité à sept niveaux définie par l'Insee en 2022.
Elle est située hors unité urbaine. Par ailleurs la commune fait partie de l'aire d'attraction de Roanne, dont elle est une commune de la couronne,. Cette aire, qui regroupe 88 communes, est catégorisée dans les aires de 50 000 à moins de 200 000 habitants,.

### Occupation des sols
L'occupation des sols de la commune, telle qu'elle ressort de la base de données européenne d’occupation biophysique des sols Corine Land Cover (CLC), est marquée par l'importance des territoires agricoles (87,5 % en 2018), en diminution par rapport à 1990 (90,2 %). La répartition détaillée en 2018 est la suivante : 
prairies (70,2 %), zones agricoles hétérogènes (9,9 %), terres arables (7,4 %), zones urbanisées (6,4 %), forêts (6,1 %). L'évolution de l’occupation des sols de la commune et de ses infrastructures peut être observée sur les différentes représentations cartographiques du territoire : la carte de Cassini (XVIIIe siècle), la carte d'état-major (1820-1866) et les cartes ou photos aériennes de l'IGN pour la période actuelle (1950 à aujourd'hui).

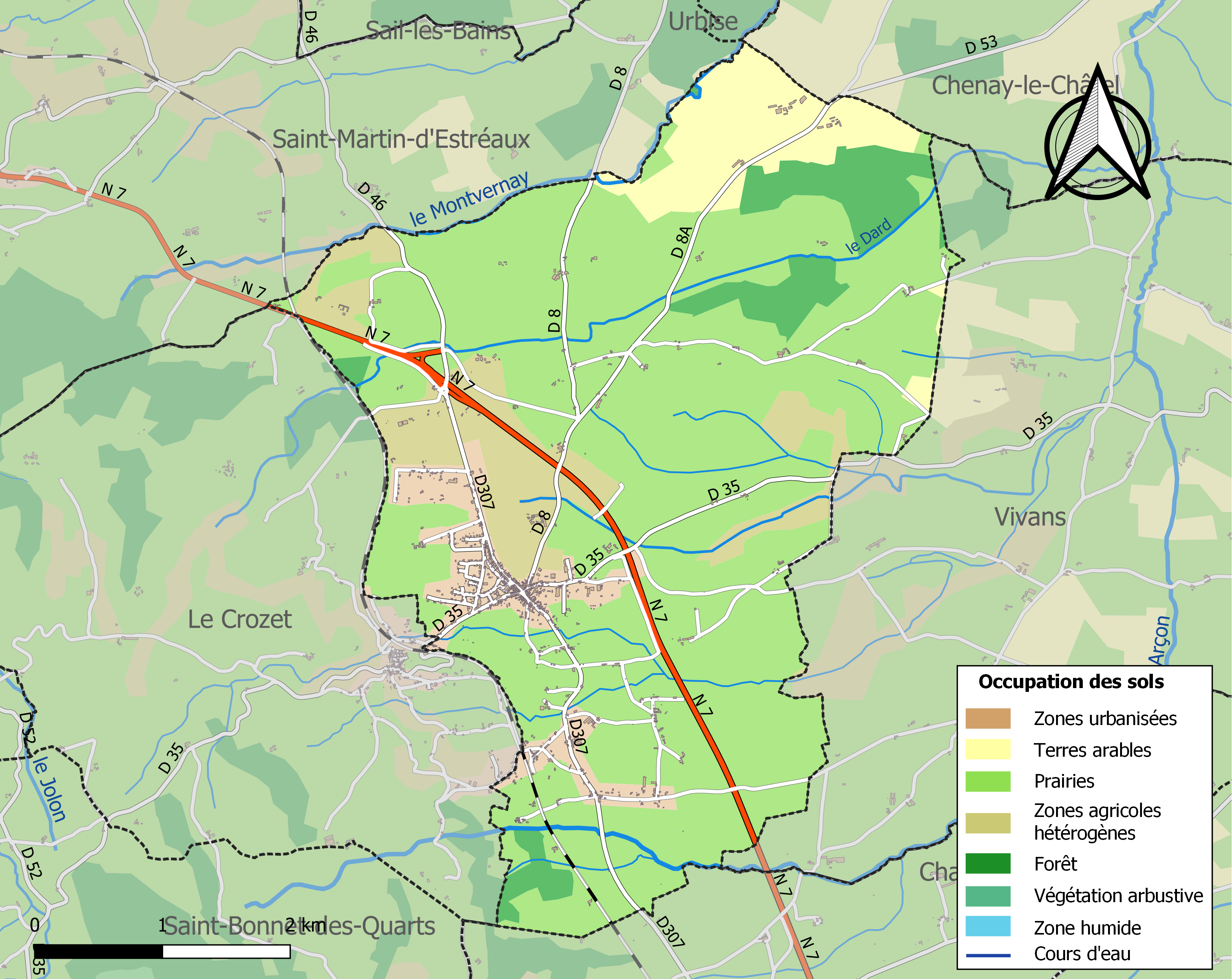
Carte des infrastructures et de l'occupation des sols de la commune en 2018 (CLC).

## Toponymie
Xavier Delamarre (2003) décompose ce toponyme en ario-lica, qui signifierait "(lieu) devant la falaise".

## Histoire
Ariolica, qui est probablement à l'origine de la Pacaudière, 
se trouve à la sortie du village et est mentionné sur la table de Peutinger entre Roidomna (Roanne) et Vorogio (Voroux, Varennes-sur-Allier).
La commune de La Pacaudière est formée en 1790 par la fusion des paroisses de Tourzy et Crozet.
Depuis le 1er janvier 2013, la communauté de communes du Pays de la Pacaudière dont faisait partie la commune, s'est intégrée à la communauté d'agglomération Roannais Agglomération.

## Blasonnement
| Blason | Blasonnement : Coupé : au 1er parti au I d’azur à trois fleurs de lis d’or, à la bande de gueules brochant sur le tout et au II de gueules au dauphin d’or, au 2e de sinople au château « Le Petit Louvre » d’or ; à la burelle d’or brochant sur le trait du coupé. |

## Politique et administration
Le maire sortant ne s'est pas représenté aux élections municipales de 2014 ; Georges Dru, seul candidat, a été élu au premier tour. Le taux de participation est de 56,53 %.
| Période                                  | Période   | Identité         | Étiquette | Qualité                                                                                           |
| ---------------------------------------- | --------- | ---------------- | --------- | ------------------------------------------------------------------------------------------------- |
| Les données manquantes sont à compléter. |           |                  |           |                                                                                                   |
| 1977                                     | mars 2014 | Jacques Baudinot | UMP       | médecin                                                                                           |
| mars 2014                                | mai 2020  | Georges Dru      |           | Employé de banque, 1er adjoint (1983-2014), vice président de roannais agglomération              |
| mai 2020                                 |           | Jacques Troncy   | DVD       | ancien sous-préfet, vice président de roannais agglomération, conseiller départemental remplaçant |

## Démographie
L'évolution du nombre d'habitants est connue à travers les recensements de la population effectués dans la commune depuis 1793. Pour les communes de moins de 10 000 habitants, une enquête de recensement portant sur toute la population est réalisée tous les cinq ans, les populations de référence des années intermédiaires étant quant à elles estimées par interpolation ou extrapolation. Pour la commune, le premier recensement exhaustif entrant dans le cadre du nouveau dispositif a été réalisé en 2008.

En 2022, la commune comptait 1 070 habitants, en évolution de +1,9 % par rapport à 2016 (Loire : +1,32 %, France hors Mayotte : +2,11 %).
| 1793  | 1800  | 1806  | 1821  | 1831  | 1836  | 1841  | 1846  | 1851  |
| ----- | ----- | ----- | ----- | ----- | ----- | ----- | ----- | ----- |
| 1 740 | 1 426 | 1 621 | 1 634 | 1 956 | 1 965 | 1 858 | 1 950 | 1 950 |

| 1856  | 1861  | 1866  | 1872  | 1876  | 1881  | 1886  | 1891  | 1896  |
| ----- | ----- | ----- | ----- | ----- | ----- | ----- | ----- | ----- |
| 2 642 | 1 994 | 2 114 | 1 787 | 1 862 | 1 984 | 1 950 | 1 967 | 1 922 |

| 1901  | 1906  | 1911  | 1921  | 1926  | 1931  | 1936  | 1946  | 1954  |
| ----- | ----- | ----- | ----- | ----- | ----- | ----- | ----- | ----- |
| 1 936 | 1 755 | 1 688 | 1 462 | 1 487 | 1 563 | 1 388 | 1 223 | 1 195 |

| 1962  | 1968  | 1975  | 1982  | 1990  | 1999  | 2006  | 2008  | 2013  |
| ----- | ----- | ----- | ----- | ----- | ----- | ----- | ----- | ----- |
| 1 157 | 1 219 | 1 279 | 1 222 | 1 182 | 1 168 | 1 108 | 1 091 | 1 049 |

| 2018  | 2022  | - | - | - | - | - | - | - |
| ----- | ----- | - | - | - | - | - | - | - |
| 1 063 | 1 070 | - | - | - | - | - | - | - |

## Lieux et monuments
- Le petit Louvre[20].
- Le château de La Salle[21],[22].
- Les ruines du château de Villozon[21].
- Église de l'Assomption de La Pacaudière.

## Personnalités liées à la commune
- Étienne Dauphin (1806-1882), chanoine, né à La Pacaudière[réf. nécessaire] ;
- Magdeleine Cécile Popelin (1869-1949), peintre née à La Pacaudière ;
- Paul Gallay (1906-2001), écrivain, prix d'Académie en 1944, né à La Pacaudière ;
- Raymond Boisset (1912-1991), athlète, recordman de France du 400 m, né à La Pacaudière ;
- Jean-Jacques Bénetière (1939-2024), député de la Loire, né à La Pacaudière.